# Присічка
Присічка (рос. присечка, англ. coal cutting with а roof stone layer; нім. Umfahrung f, Nachriss m , Mitschneiden n) — у гірництві — розташування пластової виробки з частковим розміщенням її контуру у вмісних породах. Здійснюється для збереження необхідного перетину виробки. При проведенні пластових виробок в неоднорідних породах на тонких і середньої потужності пластах корисної копалини область П. вибирається виходячи з умови зручності навантаження корисної копалини з очисного простору у вагонетки або на конвеєр.